# Amlou
L'amlou est une préparation culinaire marocaine de la région du Souss (Maroc) que les marocains et particulièrement les Chleuhs ont l'habitude de consommer. Elle se compose d'huile d'argan, d'amandes et peut contenir du miel. C'est un fortifiant qui est servi au petit déjeuner ou au goûter en pâte à tartiner sur du pain d’orge, de maïs ou de blé. Il accompagne aussi toutes sortes de pâtisseries.
L'amlou est une pâte à tartiner traditionnelle marocaine, préparée à base d'amandes grillées, de miel naturel et d'huile d'argan. Elle est parfois surnommée le "Nutella berbère" pour sa texture riche et son goût sucré.